# Roerkoning

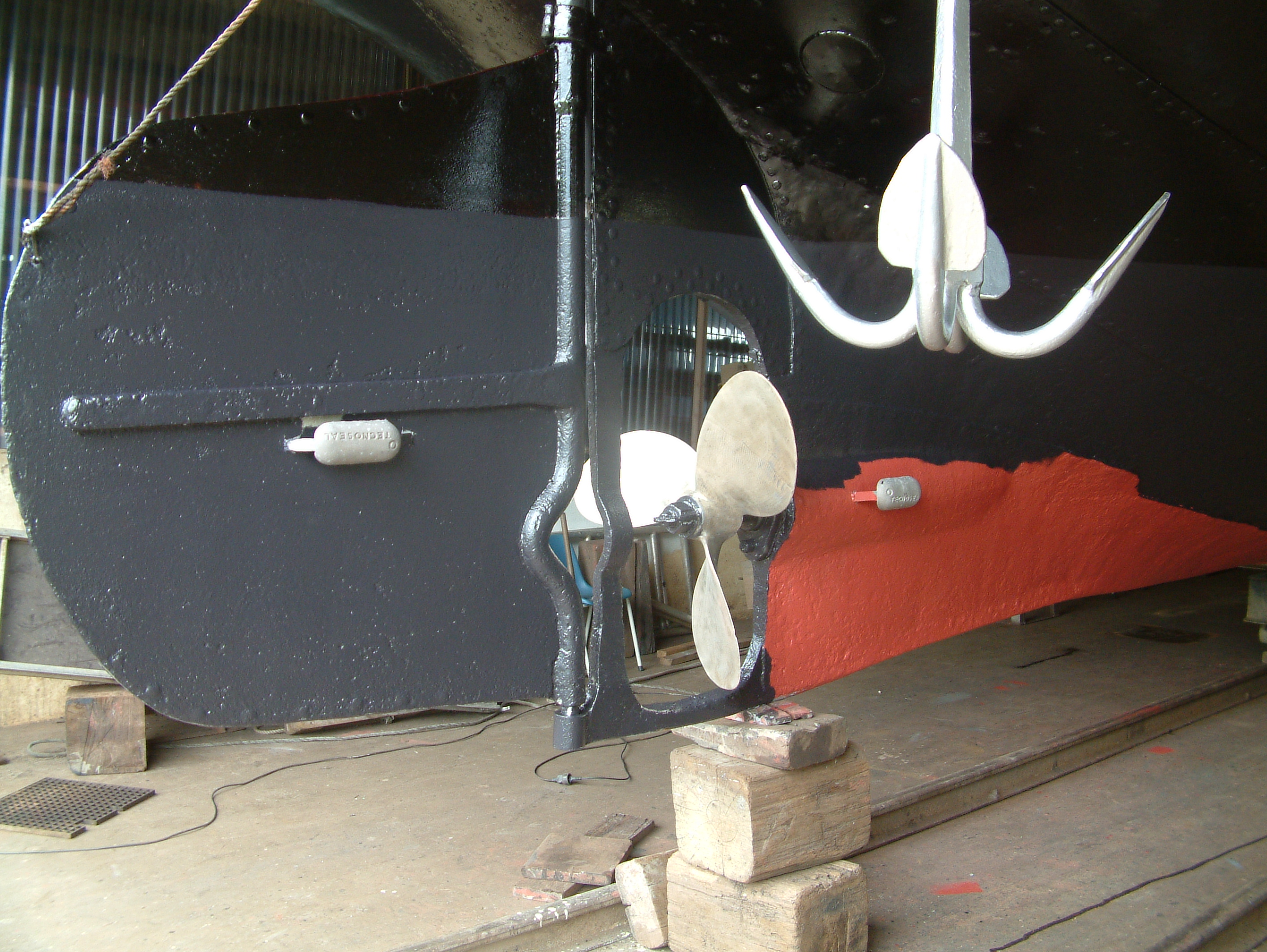
De roerkoning van een binnenschip

De roerkoning van een schip is een onderdeel van de roerconstructie bij een doorgestoken roer. Het is de stang tussen helmstok en roerblad bij een doorgestoken roer en daarmee de as waaraan het roer draait. Het draaimoment wordt geleverd door het stuurwiel of de helmstok. Bij grotere schepen is de kracht om het roer te bewegen niet meer afkomstig van de roerganger maar van machines die krachten uitoefenen op het kwadrant.
Als de schroef in een schroefraam draait scharniert de roerkoning op de hak. Veel moderne schepen hebben geen schroefraam met een hak meer en is de roerkoning een onderdeel van het roer zelf geworden. 
Bij schepen met slechts één schroef wordt er vaak een bocht in de roerkoning aangebracht, die ervoor dient om het mogelijk te maken dat de schroefas wordt geplaatst en zo nodig uit het schip wordt getrokken. 
Schepen met een aangehangen roer hebben geen roerkoning. Daarbij scharniert het roer door middel van pennen op het roer in bussen op het schip. 
Bij zeilschepen is de roerkoning vaak niet loodrecht aan het wateroppervlak maar schuin, omdat de kiel waar het roerblad aan bevestigd is schuin afloopt en vaak niet over de hele romplengte aanwezig is maar beperkt tot het midden van de romp.
In een lijnenplan is de plek van de roerkoning het nulde ordinaat.